# Múscul escalè anterior
El múscul escalè anterior (musculus scalenus anterior) és un dels tres parells de músculs escalens. És un múscul del coll, de forma triangular, irregular i gruixut. S'insereix en la part superior de les vèrtebres cervicals III, IV, V i VI, i per la part inferior, a la primera costella. En el seu recorregut, es dirigeix cap endavant passant per darrere la clavícula.
És irrigat per l'artèria cervical i l'artèria tiroidal inferior. I la innervació va a càrrec de les branques anteriors dels nervis cervicals III-VI. La seva principal funció és com a múscul que participa en la inspiració, però també inclina i fixa la columna vertebral.
Entre els músculs escalè anterior i escalè mitjà es troba el hiat interescalènic, pel qual passen l'artèria subclàvia i el plexe braquial. En la vora lateral de l'escalè anterior emergeix el nervi frènic, que és el nervi motor del diafragma.

## Variació
El múscul escalè mínim, escalé menor o de Sibson, és una variació ocasional del múscul escalè anterior.

## Imatges

Posició del múscul escalè anterior. Animació.
Ampliació.
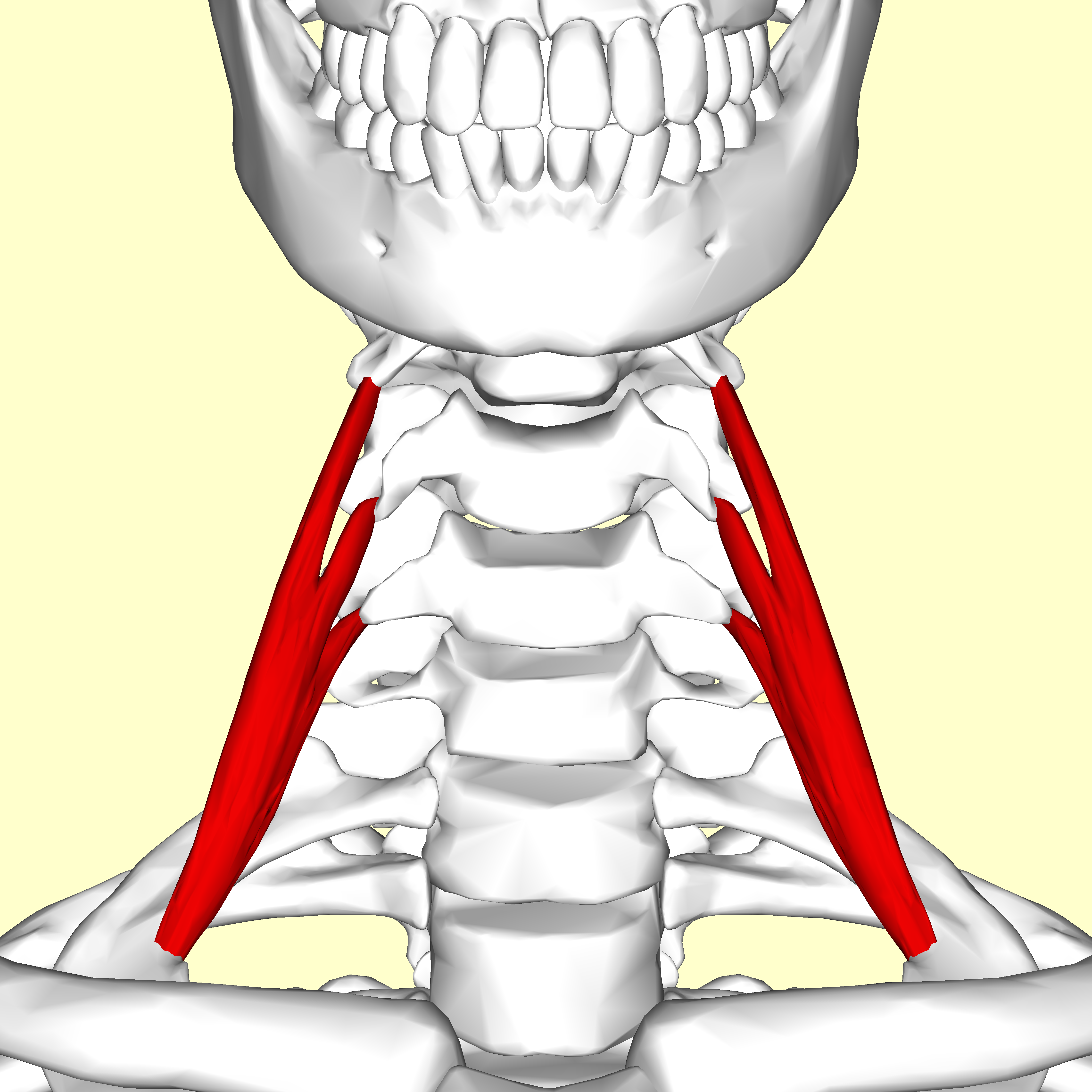
Imatge fixa.
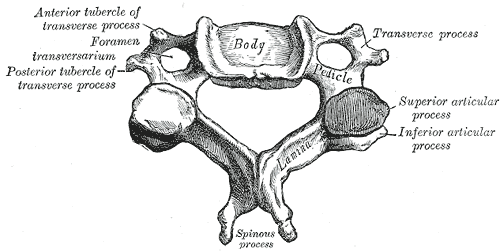
Vèrtebra cervical.
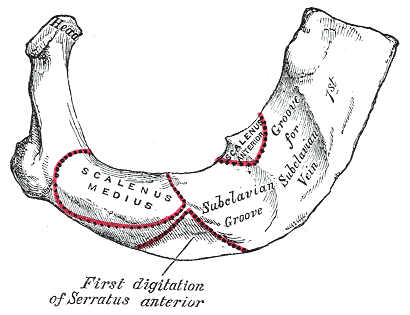
Insercions en la primera costella.
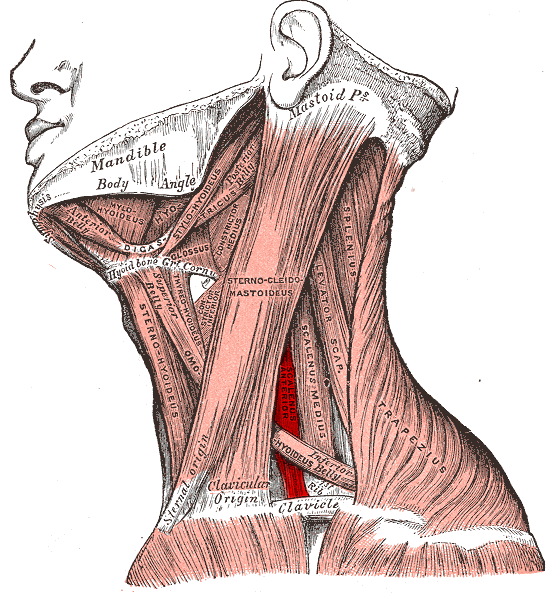
Músculs del coll. L'escalè anterior en vermell.
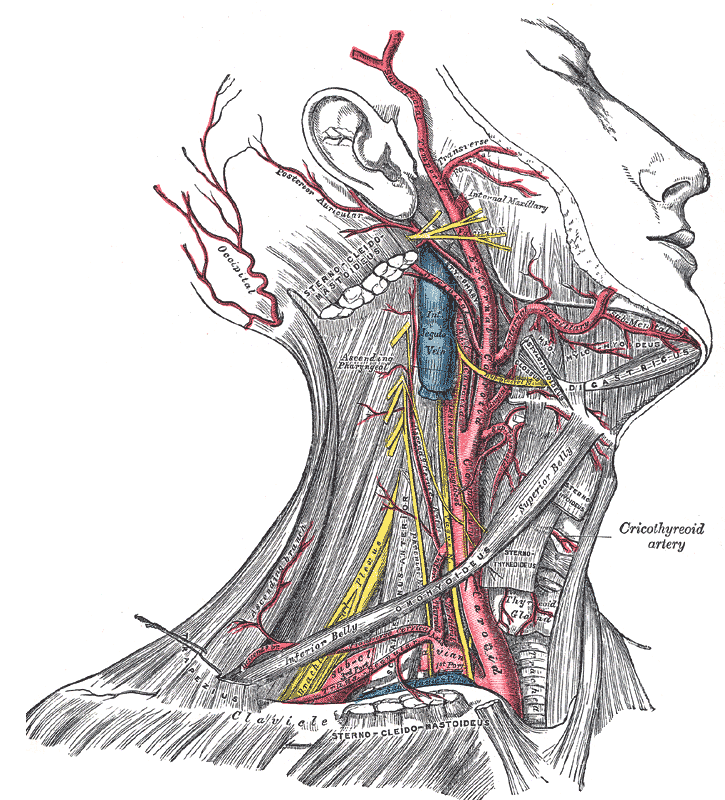
Dissecció superficial del costat esquerre del coll. Es mostra les artèries caròtide i subclàvia.
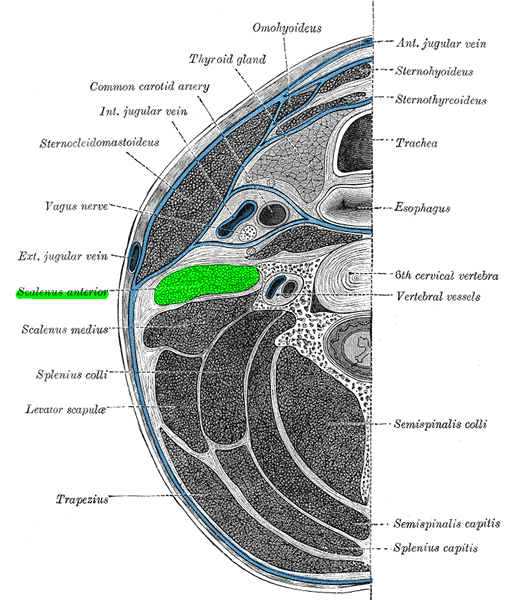
Secció horizontal del coll a nivell de CVI. S'observa la fascia coli. L'escalè anterior és visible al centre, en verd.
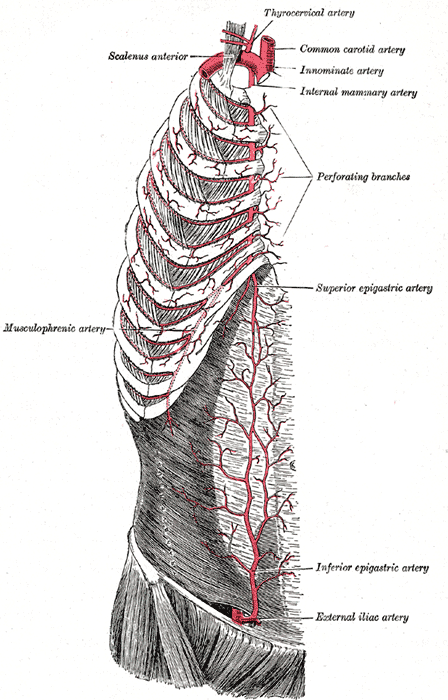
Artèries mamàries internes i les seves branques.